# إسحاق لاين
إسحاق لاين (بالإنجليزية: Isaac Layne)‏ هو لاعب كرة قدم بريطاني، ولد في 16 مايو 1995 في إنجلترا في المملكة المتحدة. لعب مع نادي بريتشين سيتي ونادي برينتفورد ونادي ساوثيند يونايتد.

## وصلات خارجية
- إسحاق لاين على موقع قاعدة بيانات كرة القدم.إي يو (الإنجليزية)
- إسحاق لاين على موقع Soccerbase.com (لاعب) (الإنجليزية)